# 箔座
箔座株式会社（はくざ、英文表記: HAKUZA Inc.）は、石川県金沢市に本社を置く金箔メーカーである。金箔・銀箔製品の開発とその販売に関わる事業を扱っている。

## 概要
製箔メーカーである高岡製箔株式会社をバックボーンに持ち、金箔・銀箔製品などの企画・開発とその販売を手掛ける。製造した金箔が中尊寺や清水寺、西本願寺といった寺院の修繕作業に用いられたこともある。
1976年（昭和31年）に設立された高岡商事株式会社を前身とし、2006年（平成16年）に箔座株式会社に改組される。

## 沿革
高岡製箔株式会社の沿革
- 昭和初期 - 金箔の製造販売業高岡金箔店が創業
- 1953年（昭和28年） - 高岡製箔株式会社に改組
- 1965年（昭和40年） - 中尊寺修復事業に参画
- 1975年（昭和50年） - 日本国迎賓館建立事業に参画

高岡商事株式会社・箔座株式会社の沿革
- 1976年（昭和51年） - 前身となる高岡商事株式会社が設立
- 1992年（平成2年） - 本店が開業
- 2002年（平成14年） - 世界初の純金プラチナ箔を開発
- 2006年（平成18年） - 箔座株式会社に改組
  - 同年 - 西本願寺修復事業、清水寺修復事業に参画
- 2010年（平成22年） - 東京都中央区日本橋に旗艦店「箔座日本橋」を開業。